# 塞邁雷迪-特羅特定理
塞邁雷迪－特羅特定理為組合幾何的定理，其斷言給定歐氏平面上任意{\displaystyle n}個點和{\displaystyle m}條直線，至多發生
{\displaystyle O\left(n^{\frac {2}{3}}m^{\frac {2}{3}}+n+m\right)}
次重合（incidence，即二元組{\displaystyle (p,\ell )}，其中{\displaystyle p}為一點，{\displaystyle \ell }為直線，且{\displaystyle p}在{\displaystyle \ell }上）。
此上界已經是最優的上界了，唯一的改進只可能出現在大O符號中隱藏的常數倍數。
考慮隱藏常數的話，保奇·亞諾什、拉多什·拉多伊契奇（Radoš Radoičić）、陶爾多什·加博爾、托特·蓋薩四人給出上界{\displaystyle 2.5n^{2/3}m^{2/3}+n+m}。此後，由於交叉數不等式的常數得到改進，塞邁雷迪－特羅特定理的常數也相應得到改進。截至2019年末，最優的常數是{\displaystyle 2.44}。 另一方面，保奇和托特證明，若將上式的常數{\displaystyle 2.5}換成{\displaystyle 0.42}，則不再為重合數的上界。
定理也有以下等價形式：若給定{\displaystyle n}個點和整數{\displaystyle k\geq 2}，則經過至少{\displaystyle k}個點的直線數至多為
{\displaystyle O\left({\frac {n^{2}}{k^{3}}}+{\frac {n}{k}}\right).}
定理得名自塞邁雷迪·安德烈和威廉·特羅特，其最先的證明較複雜，用到稱為「胞分解」（cell decomposition）的組合技巧。其後，塞凱利·拉茲洛（Székely László）利用圖的交叉數不等式，給出更簡單的證明， 詳見下文。
塞邁雷迪－特羅特定理可推導出若干其他定理，例如重合幾何的貝克定理和算術組合學的艾狄胥－塞邁雷迪和積定理。

## 第一形式的證明
先考慮僅經過至多兩點的直線。該些直線產生的重合數至多為{\displaystyle 2m}。於是現在僅需考慮餘下的直線，而該些直線每條經過至少三點。
若一條直線上恰有{\displaystyle k}個點，則該些點將直線截斷成{\displaystyle k-1}條線段（不計首尾僅得一端點的射線）。由於假設{\displaystyle k\geq 3}（已無須考慮僅經過至多兩點的直線），有{\displaystyle k-1\geq k/2}，即每條直線截成的線段數至少為其上點數之半。對所有直線求和，可知該些線段的總數{\displaystyle e}亦至少為總重合數之半，從而只需證明
{\displaystyle e=O\left(n^{\frac {2}{3}}m^{\frac {2}{3}}+n+m\right).}
以該{\displaystyle n}點為頂點，並以該{\displaystyle e}條線段為邊建圖。每條線段皆為{\displaystyle m}條直線中某一條的部分，且每兩條直線交於至多一點，故圖的交叉數至多為{\displaystyle m(m-1)/2}。再由交叉數不等式知，或者有{\displaystyle e\leq 7.5n}，或者有{\displaystyle m(m-1)/2\geq e^{3}/33.75n^{2}}。兩者皆推出{\displaystyle e\leq 3.24(nm)^{2/3}+7.5n}，從而得到上界
{\displaystyle e=O\left(n^{\frac {2}{3}}m^{\frac {2}{3}}+n+m\right).}

## 第二形式的證明
因為過兩點至多只有一條直線，且{\displaystyle k\geq 2}，所以經過至少{\displaystyle k}個點的直線至多只有{\displaystyle n(n-1)/2}條。若{\displaystyle k}很小（{\displaystyle k}小於某個絕對常數{\displaystyle C}），則此上界{\displaystyle n(n-1)/2}已足以證明定理的第二形式。於是，以下僅需考慮{\displaystyle k}較大的情況（{\displaystyle k\geq C}）。
設經過至少{\displaystyle k}個點的直線恰有{\displaystyle m}條直線，則其上至少有{\displaystyle mk}次重合，故由定理的第一形式，得
{\displaystyle mk=O\left(n^{\frac {2}{3}}m^{\frac {2}{3}}+n+m\right),}
所以{\displaystyle mk=O(n^{2/3}m^{2/3})}、{\displaystyle mk=O(n)}、{\displaystyle mk=O(m)}三式至少有一式成立。第三式不可能，因為已設{\displaystyle k}為大，所以必有前兩者之一。但經初等運算可知，前兩者皆推出{\displaystyle m=O(n^{2}/k^{3}+n/k)}。

## 取到上界的例子
若不考慮上界隱含的常數，則塞邁雷迪－特羅特定理的上界已是最優。使重合數達到上界的例子如下：對任意正整數{\displaystyle N\in \mathbb {N} }，考慮整數格點集
{\displaystyle P=\left\{(a,b)\in \mathbb {Z} ^{2}\ :\ 1\leq a\leq N;1\leq b\leq 2N^{2}\right\},}
和一族直線
{\displaystyle L=\left\{(x,mx+b)\ :\ m,b\in \mathbb {Z} ;1\leq m\leq N;1\leq b\leq N^{2}\right\}.}
於是，有{\displaystyle |P|=2N^{3}}個點和{\displaystyle |L|=N^{3}}條直線。由於每條直線都通過{\displaystyle N}點（每個{\displaystyle x\in \{1,\cdots ,N\}})對應一點），總重合數為{\displaystyle N^{4}}，已達上界{\displaystyle O(N^{4}+N^{3}+N^{3})=O(N^{4})}。

## 高維推廣
潘卡傑·阿加爾瓦爾及鮑里斯·阿洛諾夫發現定理的高維推廣：給定{\displaystyle d}維空間{\displaystyle \mathbb {R} ^{d}}的{\displaystyle n}點（記其集合為{\displaystyle S}）和{\displaystyle m}個（{\displaystyle d-1}維）超平面（記其集合為{\displaystyle H}），則{\displaystyle S}和{\displaystyle H}之間的重合數有上界
{\displaystyle O\left(m^{\frac {2}{3}}n^{\frac {d}{3}}+n^{d-1}\right).}
也可以等價寫成：{\displaystyle H}中通過至少{\displaystyle k}個點的超平面數目至多為
{\displaystyle O\left({\frac {n^{d}}{k^{3}}}+{\frac {n^{d-1}}{k}}\right).}
赫伯特·埃德斯布倫內給出了漸近最優的構造，從而上述上界亦不能再改進。
紹利莫希·約瑟夫和陶哲軒考慮點和高維代數簇的情況，並在其滿足「某些擬直線（pseudo-line）類公設」的情況下，得到近乎最優的重合數上界。其證明運用到多項式火腿三文治定理。

## 複二維平面
實域{\displaystyle \mathbb {R} }上的塞邁雷迪－特羅特定理有若干證明依賴歐幾里得空間的拓撲，所以不能直接推廣到其他域上，塞邁雷迪和特羅特的原證明、多項式分割法、交叉數法皆屬此類，其不能適用於複域上的平面{\displaystyle \mathbb {C} ^{2}}。
托特·喬鮑（Tóth Csaba）將塞邁雷迪和特羅特的原證明推廣到{\displaystyle \mathbb {C} ^{2}}。喬書亞·扎爾（Joshua Zahl）利用另一個方法，也獨立地證明此結論。然而，其所得的上界的隱含常數與實域的情況有異：托特證明了該常數可取為{\displaystyle 10^{60}}，而扎爾的證明並無給出具體的常數。
若限定點集為笛卡兒積，則紹利莫希·約瑟夫和陶爾多什·加博爾更簡單地證明了塞邁雷迪－特羅特上界仍成立。

## 有限域上
在一般域{\displaystyle \mathbb {F} }上，塞邁雷迪－特羅特上界不一定成立。例如：取有限域{\displaystyle \mathbb {F} _{p}}的二維平面上全部{\displaystyle p^{2}}個點的集合{\displaystyle {\mathcal {P}}=\mathbb {F} _{p}\times \mathbb {F} _{p}}，又取全部{\displaystyle p^{2}}條直線的集合{\displaystyle {\mathcal {L}}}，則每條直線經過{\displaystyle p}個點，故有{\displaystyle p^{3}}次重合。另一方面，塞邁雷迪－特羅特上界僅為{\displaystyle O\left((p^{2})^{2/3}(p^{2})^{2/3}+p^{2}\right)=O(p^{8/3})}。此例子說明平凡上界{\displaystyle mn}已為最優。
讓·布爾甘、內茨·卡茨、陶哲軒三人證明，除此例子外，平凡上界可以改進。
有限域上的重合數大致分為兩類：
1. 點數與直線數有一者「遠大於」域的特徵；
2. 兩者與域的特徵相比皆「不太大」。

### 點集或直線集大的情況
設{\displaystyle q}為奇質數冪。黎英榮（Lê Anh Vinh）證明，{\displaystyle \mathbb {F} _{q}^{2}}上{\displaystyle n}點與{\displaystyle m}條直線的重合數至多為
{\displaystyle {\frac {nm}{q}}+{\sqrt {qnm}}.}
且上式並無隱含常數。

### 點集及直線集皆不大的情況
設{\displaystyle \mathbb {F} }為域，且其特徵為{\displaystyle p\neq 2}。蘇菲·史蒂文斯（Sophie Stevens）和弗蘭克·德齊烏（Frank de Zeeuw）證明，若{\displaystyle m^{-2}n^{13}\leq p^{15}}（{\displaystyle p=0}時無需此條件），則{\displaystyle \mathbb {F} ^{2}}上{\displaystyle n}點和{\displaystyle m}條直線的重合數至多為
{\displaystyle O\left(m^{\frac {11}{15}}n^{\frac {11}{15}}\right).}
{\displaystyle m^{7/8}<n<m^{8/7}}時，此上界比塞邁雷迪－特羅特上界更優。
若限定點集為笛卡兒積，則其證明以下更佳的上界：證{\displaystyle {\mathcal {P}}=A\times B\subseteq \mathbb {F} ^{2}}為有限點集，其中{\displaystyle |A|\leq |B|}，又設{\displaystyle {\mathcal {L}}}為平面上有限條直線的集合。假設{\displaystyle |A||B|^{2}\leq |{\mathcal {L}}|^{3}}，而若特徵為正就再加上條件{\displaystyle |A||{\mathcal {L}}|\leq p^{2}}，則{\displaystyle {\mathcal {P}}}和{\displaystyle {\mathcal {L}}}組成的重合數至多為
{\displaystyle O\left(|A|^{\frac {3}{4}}|B|^{\frac {1}{2}}|{\mathcal {L}}|^{\frac {3}{4}}+|{\mathcal {L}}|\right).}
此上界為最優。由於平面有點線對偶，也可以將上述定理中，點和線的角色互換，得到對偶版本，適用於直線集為笛卡兒積、點集任意的情況。
米沙·魯德涅夫（Misha Rudnev）和伊利亞·什克列多夫（Ilya D. Shkredov）研究了點集和直線集皆為笛卡兒積的情況（不論在實域或任意域），給出該情況下重合數的上界。此上界有時優於上列其他上界。